# Predrag Goll
Predrag Goll (* 15. Oktober 1931 in Pisarovina; † 13. Oktober 2016) war ein jugoslawischer bzw. kroatischer Maler.

## Leben
Predrag Goll absolvierte das Gymnasium in Slavonski Brod im Jahr 1952. An der Akademie der bildenden Künste in Zagreb schloss er sein Studium der Malerei in der Klasse von Đure Tiljko ab und er besuchte den Spezialkurs für Malerei bei Antun Mezdjić. Bis 1963 war er als freischaffender Künstler tätig. Von 1963 bis 1968 arbeitete er als Kurator, Restaurator und Konservator an der Gemäldegalerie in Osijek. Von 1963 bis 1964 spezialisierte er sich am Restaurierungsinstitut der Jugoslawischen Akademie der Wissenschaften und Künste (JAZU) in Zagreb.

## Werke und Wirken
Im Kulturzentrum der RS „Božidar Maslarić“ in Osijek leitet er 1968–1975 die „Galerie Zodijak“, die er auch gegründet hatte.
Von 1975 bis 1991 war er Direktor der Galerie der Schönen Künste in Osijek. Projekte und Realisierungen dieser Zeit wurden allgemein geschätzt, sowohl wegen ihrer Innovationskraft (ungarische Avantgarde, Julije Knifer, Gorgona und später Đuro Seder. Beispiele primärer und analytischer Malerei, Leo Junek, Slavko Kopač, Junge Berliner Kunst usw.) und aus historisch-künstlerischen Gründen (Selbstporträt in der neueren kroatischen Malerei, Stillleben in der neueren kroatischen Malerei, Figurative Figur in der neueren kroatischen Malerei, Ivan Tišov, Bela Čikoš Sesija, Franz Jaschke, Friedrich Overbeck, Vladimir Becić, Izidor Kršnjavi, Vilko Gecan, Marijan Detoni, Adolf Waldinger, Hugo Conrad Hotzendorf, Ivan Meštrović, Petar Smajić, Dragan Beraković, Dragan Melkus, Ivo Dučić, Ivan Heil, Kunst von Osijek 1900–1945 und andere).
Er war einer der Gründer der Biennale der Slawonier und des Denkmals von Ivo Kerdić, der Triennale zeitgenössischer kroatischer Medaillen und Plaketten. Er gehörte zu den Gründern der Ivan-Meštrović-Gedächtnisgalerie in Vrpolje.
1980 beteiligte er sich an der Gründung und dem Betrieb von Kunstkolonien: Der Aquarellkolonie „Sava“ in Slavonski Brod, der Kunstkolonie BUK Baranjska in Beli Manastir und „Slavino proleća“ in Ozalj. Er gehörte zu den Initiatoren der Errichtung von Denkmälern für Miroslav Krleža, August Cesarec, Franja Krežma, Pablo Picasso in Osijek, Matija Gupac in Piškorevci und Stjepan Radić in Stari Perkovci, Vladimir Filakovac, Đuri Pilar, Ivan Domac und Ante Starčević in Slavonski Brod.
Von Januar 1992 bis April 1997 leitete er die Aquarellkolonie „Sava“ und organisierte das Projekt „10 zeitgenössische kroatische Künstler“ (Kipke, Delimar, Jerković, Rakoci, Maračić, Ivančić, Stilinović, Demur, Cvjetanović, Petersilie) in der Galerieabteilung des Museums von Brodski Posavlje.
1995 wurde er zum vorübergehenden Direktor der neu gegründeten Kunstgalerie der Stadt Slavonski Brod ernannt, die durch eine Schenkung der Werke von Branko Ružić an seine Heimatstadt entstanden war. Als erster Direktor gründete er das Aquarellkabinett der Kunstgalerie, eine einzigartige Institution in Kroatien, die Aquarelle sammelt. Der Kern besteht aus einer Sammlung von Werken, die in der Kolonie „Sava“ entstanden sind. Außerdem startete er 1998 in Zusammenarbeit mit dem Karlsbader Stadtmuseum eine Ausstellungsreihe unter dem Titel „Zeitgenössische kroatische Aquarellmalerei des 19. und 20. Jahrhunderts“ und initiierte das Projekt der Kroatischen Triennale der Aquarelle.
Darüber hinaus schuf er Werke in der Technik, die sein Leben und sein Werk prägte, nämlich dem Aquarell. Es gibt nur wenige zeitgenössische kroatische Künstler, die ein so komplexes Werk in diesem Medium geschaffen haben.
Er war Mitglied der Kroatischen Gesellschaft bildender Künstler und hat zahlreiche Einzel- und Gemeinschaftsausstellungen veranstaltet. Das Werk ist enthalten in der Enzyklopädie der kroatischen Kunst, Kunstlexikon Jugoslawiens, Kroatenlexikon und Kroatisches Biographisches Lexikon. Für seine Arbeit als Charakterkünstler erhielt er mehrere Auszeichnungen und Anerkennungen.